# Сарахский этрап
Сарахский этрап (туркм. Sarahs etraby) — этрап в Ахалском велаяте Туркменистана.

## История
Образован в январе 1925 года как Серахский район Мервского округа Туркменской ССР с центром в пгт Серахс.
В августе 1926 был упразднён Мервский округ, и Серахский район перешёл в прямое подчинение Туркменской ССР.
В ноябре 1939 Серахский район отошёл к новообразованной Ашхабадской области.
В мае 1959 Ашхабадская область была упразднена и район был передан в Марыйскую область.
В январе 1963 года Серахский район был упразднён, но уже в декабре 1964 года восстановлен в прямом подчинении Туркменской ССР.
В декабре 1970 года район отошёл к Марыйский области, а в декабре 1973 был передан в Ашхабадскую область.
В 1988 году Ашхабадская область вновь была упразднена и район перешёл в прямое подчинение Туркменской ССР.
14 декабря 1992 года Серахский район был переименован в Сарахский этрап и вошёл в состав Ахалского велаята.
В связи с упразднением Парламентом Туркменистана 5 января 2018 года существовавшего на территории Ахалского велаята Алтын-Асырского этрапа, входивший в его состав генгешлик Балыкчылык был передан в Сарахский этрап.